# Tokimune Hódžó
Tokimune Hódžó (japonsky: 北条 時宗 [Hódžó Tokimune], 1251-1284) byl samurajským velitelem z rodu Hódžó, který čelil velké krizi 13. století. Tuto krizi vyvolal pokus Kublajchána, jüanského (mongolského) císaře Číny, o invazi do Japonska. Když stanul nejmocnější samurajský velitel, Tokimune Hódžó, tváří v tvář mongolské invazi, zachoval se nikoli jako generál, ale jako státník a na Mongoly ani na nikoho jiného nevytasil meč. Zpráva o Tokimuneho duchapřítomnosti se dostala po velitelské linii až k podřízeným velitelům a podnítila jejich nebývalé úsilí o obranu Japonska. Tokimune, vůdce regentů šikken, přijal v roce 1268 a 1271 mongolské vyslance a jeho otevřený vzdor vůči Kublajchánovým výhrůžkám vedl k první mongolské invazi do Japonska v roce 1274. Mongolové se vylodili v blízkosti dnešní Fukuoky na ostrově Kjúšú. Zpustošili ostrovy Cušimu a Iki a samurajskou obranu zasypali mraky šípů a zápalných bomb vrhaných katapulty. K osobnímu souboji sobě rovné soupeře nevyzývali. Nezvyklý způsob boje způsobil samurajům, kteří statečně vzdorovali neznámému nepříteli, velké těžkosti, invaze však naštěstí skončila po jediném dni, neboť mongolskou flotilu zničila bouře. (Po celou dobu měli Mongolové zřejmě v úmyslu se stáhnout, neboť šlo jen o ozbrojený průzkum.) V následujících několika letech probíhala diplomatická jednání, ale chán své požadavky nezmírnil. V roce 1276 nařídil Tokimune popravu mongolského vyslance a po celém západním Japonsku vyhlásil stav nejvyšší pohotovosti, neboť očekával další invazi. Než mongolská flotila v roce 1281 znovu připlula a zaútočila, postavili Japonci kolem zátoky Hakata obrannou zeď. Na koních se dalo vyjet po svahu k jejímu zadnímu traktu. Tam samurajové útočníky odrazili a v malých člunech přepadli předvoj mongolských lodí. Jde o snad nejslavnější epizodu v průběhu celé invaze. Když dorazila mohutná mongolská flotila, Japonci očekávali, že se pokusí o vylodění. Útočníky se jim však záškodnickými přepady podařilo udržet v zálivu. Tato strategie se vyplatila a na pomoc Japoncům nakonec přišel i tajfun (zvaný kami kaze neboli boží vítr, japonsky: 神風), který zničil většinu mongolských lodí. Ti z mongolských vojáků, kteří přežili, odtáhli domů a od té doby už nedošlo k žádnému dalšímu pokusu o dobytí Japonska. Tokimune nicméně rozkázal vybudovat pro případ nového útoku během několika následujících let na pobřeží opevnění. Přílišné vypětí při obraně Japonska si však vyžádalo svou daň. Tokimune zemřel v mladém věku 34 let brzy po svém triumfálním vítězství, oplakáván všemi svými muži.